# Manuel Joaquim Alves Machado
Manuel Joaquim Alves Machado, (Cerva, 4 de Fevereiro de 1822 – Porto, 4 de Abril de 1915), Conde de Alves Machado.

## Vida
Nasceu em 1822, na Quinta de Barbeita, em Alvite, freguesia de Cerva, concelho de Ribeira de Pena filho de lavradores, Bernardo José Alves Machado, e de sua mulher Maria Rosa da Costa Machado.
Emigrou para o Brasil aos 12 anos de idade, empregando-se em várias casas comerciais, e chegando, à força de trabalho honrado e perseverante, a conseguir uma muito avultada fortuna e a ocupar uma situação de grande evidência entre a colónia portuguesa no Brasil, que protegia enormemente.
A sua firma, dedicada, entre outras actividades, ao comércio do café, estava estabelecida na Rua do Hospício, n.º 26 no Rio de Janeiro.
Em 1873, depois de uma longa viagem pela Europa, fixou residência no Porto, no Hotel Francfort, onde viveu cerca de 40 anos.
Pertenceu à Junta Distrital do Porto.
Filiou-se no partido Regenerador, sendo grande amigo do Conselheiro António Maria Fontes Pereira de Melo.
Publicou: O Senador Zacarias de Góis e Vasconcelos, Julgado pela Imprensa do Seu País por Ocasião do Seu Falecimento, Porto, 1879.
Foi agraciado com o título de Visconde em 1879, por D. Luís e elevado a Conde em 1896, por D. Carlos.
O Conde de Alves Machado foi sempre de enorme generosidade para com a família real portuguesa. Conta o Sexto Marquês de Lavradio nas suas memórias que os partidos políticos, sobretudos os republicanos, estavam sempre prontos a criticar as despesas que a Casa Real fizesse e especialmente as feitas com viagens, sem no entanto atender à vantagem destas. Havia no entanto monárquicos amigos da Família Real que não queriam que Sua Majestade, o Rei D. Carlos, pudesse sentir faltas de dinheiro. Assim, por ocasião da visita de El Rei D. Carlos a Londres, o Conde de Alves Machado ordenou aos seus banqueiros em Londres que pusessem à disposição de S.M. ₤10,000 de que S.M. se poderia utilizar quando e como quisesse e, se S.M. precisasse de maior quantia, os mesmos banqueiros tinham ordem de lha entregar.
Com D. Manuel II já no exílio, Alves Machado continuou sempre a dar mostras da sua generosidade. Em 1913, D. Manuel escreve-lhe da Alemanha agradecendo-lhe mais uma ajuda financeira, desta feita de ₤500.

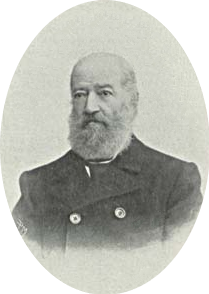
O Conde de Alves Machado

Também a família Imperial Brasileira foi objecto da sua generosidade. Em 1889 ao desembarcar em Lisboa, no início do seu exílio, Dom Pedro II recusou o palácio que lhe foi oferecido pelo sobrinho-rei, preferindo hospedar-se no Hotel Bragança, como um cidadão comum. Como não tinha dinheiro para pagar a conta quem lhe valeu foi o Conde de Alves Machado. Nesse mesmo ano 1889, por ocasião da morte da Imperatriz do Brasil esposa do Imperador Dom Pedro II, em virtude das dificuldades financeiras que a família imperial sofria no exílio, no Porto, foi o Conde de Alves Machado quem financiou o funeral, concedendo ao Imperador um avultado empréstimo de 20 Contos de Reis. Mais tarde, D. Pedro, em França, voltou a precisar de dinheiro e recorreu à família Rothschild, mas como os Rothschild lhe exigiram garantias prestadas pelos herdeiros de D. Pedro no Brasil, D. Pedro voltou a pedir ao Conde de Alves Machado um segundo "empréstimo", também de 20 Contos de Reis.
Também O Correio da Manhã de 24 de maio de 1896 na 1.ª e 2.ª pp. tem uma notícia cujo título chama a atenção, ”O Imperador do Brasil e o Senhor Conde de Alves Machado” onde se regista e enaltece a generosidade deste último para com a Família Imperial. Segundo a mesma notícia Alves Machado escreveu ao Visconde de Ouro Preto dizendo-lhe o seguinte: «ponho a disposição S Majestade todos os meus haveres, todos ilimitadamente… e que nos funerais da Imperatriz não se olhe a despesas».
Filantropo, altruísta, ocupou diversos cargos em associações de beneficência, estando sempre disponível para ajudar os que dele precisavam.
Construiu a sua casa na Praça de República, 25. Também era proprietário do Palacete sito na Rua do Salitre 66, que vendeu em 1899 ao Conselheiro Joaquim José Cerqueira e que mais tarde veio a ser a sede da Fundação Oriente.
A sua filha, Maria Celestina Alves Machado, casou com o escritor e artista José Júlio Gonçalves Coelho

## Títulos, condecorações e ordens honoríficas
- Visconde de Alves Machado[10]
- Conde de Alves Machado[11]
- Comendador da Ordem de Cristo
- Comendador da Imperial Ordem da Rosa do Brasil

## Associações
- Presidente da Associação dos Albergues Nocturnos do Porto, Associação Filantrópica de Utilidade Publica, fundada em 1881, por iniciativa do então Rei de Portugal D. Luíz I.[12]

- Conselho Filial de Beneficência do Governo Civil do Porto
- Direção da Real Sociedade Humanitária

## Ver Também
- Leal, Miguel (2014). «A Pintura Decorativa do Palacete Alves Machado: um estudo de caso». A Casa Senhoria em Lisboa e no Rio de Janeiro. Anatomia dos Interiores. Lisboa e Rio de Janeiro: Edição conjunta Instituto de História da Arte (IHA) – Faculdade de Ciências Sociais e Humanas da Universidade Nova de Lisboa e da Escola de Belas Artes (EBA) – Universidade Federal do Rio de Janeiro. p. 506. ISBN 9789899919204